# Sonata para piano n.º 2 (Balákirev)
La Sonata para piano n.º 2 en si bemol menor es una sonata de Mili Balákirev. Compuesta en 1905, se compone de cuatro movimientos:
1. Andantino
2. Moderato
3. Larghetto: Intermezzo
4. Allegro no troppo, ma con fuoco